# Böseckhütte
Die Böseckhütte ist eine Biwakschachtel der Sektion Mülheim an der Ruhr des Deutschen Alpenvereins (DAV). Sie liegt auf 2594 m ü. A. Höhe in den Hohen Tauern zwischen Goldberggruppe und Ankogelgruppe im östlichen Teil des Nationalparks Hohe Tauern im Bundesland Kärnten, Österreich.

## Geschichte

### Erbauer der Hütte
Die Sektion Hagen wurde am 26. Juni 1903 im Römer (Bahnhofstraße) in Hagen als Sektion Hagen des Deutschen und Österreichischen Alpenvereins (DuOeAV) gegründet. Am 16. August 1932 trafen sich Sektionsmitglieder der Sektion Hagen des Deutschen und Österreichischen Alpenvereins (DuOeAV) in Mallnitz zur Einweihung der Böseckhütte in 2594 m ü. A. Höhe. Etwa 20 Jahre nach der Einweihung der Hagener Hütte und Eröffnung des Hagener Weges auf den Geiselkopf ging ein lang gehegter Wunsch in Erfüllung, der neue Weg von der Lonza zur Feldseescharte war angelegt. Von der Lonza führte bereits ein Weg nach Mallnitz. Von der Hagener Hütte bis Mallnitz sind es 10 Stunden Gehzeit und die mitunter exponierte Lage der Trassierung setzte eine Unterstandshütte voraus. Mit der Fertigstellung der Böseckhütte war die Höhenroute, die später nach dem Sektionsgründer und damaligen Vorsitzenden Rudolf Westerfrölke, Westerfrölkerweg benannt wurde, zum Teil entschärft. Aus finanziellen Gründen erwägte die Sektion Hagen schon 1970 die Abgabe der Hütte. Der zunehmende Verfall der Böseckhütte motivierte die Sektion, das Erbe derer zu erhalten, die sich für den Bau mit Idealismus eingesetzt hatten. 1988 entschied sie sich für eine komplette Dach- und Wandverschindelung, die 1989 abgeschlossen werden konnte.

### Besitzer der Hütte
Die Sektion Mülheim an der Ruhr wurde am 6. Februar 1911 in Mülheim an der Ruhr als Sektion Mülheim an der Ruhr des Deutschen und Österreichischen Alpenvereins (DuOeAV) bestätigt. Die Gründung erfolgte schon am 17. Dezember 1910, die Sektion Duisburg des DuOeAV legte Einspruch ein und verzögerte damit den Beitritt. Seit 2015 überprüft die Mülheimer Sektion in Zusammenarbeit mit der Sektion Mallnitz des ÖAV regelmäßig den Zustand der Hütte. Seit 2016 wird sie von der Sektion Mülheim betreut, in deren Besitz sie sich auch seit 2019 befindet.

## Zugänge
- Von Mallnitz aus über die Häusleralm und die erste Etappe des Westerfrölke-Wegs zur Böseckhütte, Gehzeit: 5 bis 6 Std.
- Unterhalb des Böseck (2834 m) gelegen, ist sie sowohl vom Tauerntal als auch vom Mölltal aus zu erreichen.
- Böseckhütte (2594 m); über Feldseescharte (2712 m); Gehzeit: 8 Std.

## Ausstattung
- Die Böseckhütte ist eine reine Notunterkunft, sie bietet lediglich vier Lagerplätze. Keine Matratzen. Das Biwak verfügt über keinen Strom und Frischwasserversorgung noch über sanitäre Einrichtungen. Einzig und allein Schutz vor Regen, Wind und Schnee.

## Hütten in der Nähe
- Dr.-Rudolf-Weißgerber-Biwak, Biwak, Goldberggruppe (2712 m)
- Duisburger Hütte, bewirtschaftete Hütte, Goldberggruppe (2572 m) Gehzeit: 7,5 Std.
- Hagener Hütte, bewirtschaftete Hütte, Ankogelgruppe (2446 m) Gehzeit: 6,5 Std.
- Mindener Hütte, Selbstversorgerhütte, Ankogelgruppe (2428 m)
- Fraganter Schutzhaus, bewirtschaftete Hütte, Goldberggruppe (1810 m)
- Dr.-Hernaus-Stöckl, Selbstversorgerhütte, Goldberggruppe (1765 m)
- Dr.-Widder-Jugendherberge, Selbstversorgerhütte, Goldberggruppe (1770 m)[4]

## Tourenmöglichkeiten
- Westerfrölke-Weg (2-Tages-Rund-Tour), Bergtour, Goldberggruppe, 22 km, 17 Std.
- Hagener Hütte, Greilkopf und Geiselkopf, Bergtour, Ankogelgruppe, 18,8 km, 9 Std.
- Tour Zustieg Hagener Hütte von der Jamnigalm, Wanderung, Nationalpark Hohe Tauern, 12,1 km, 5 Std.
- Feldseescharte – Hagener Hütte, Wanderung, Nationalpark Hohe Tauern, 13,5 km, 5 Std.
- Zustieg Duisburger Hütte von Mallnitz/Jamnigalm, Bergtour, Goldberggruppe, 9,8 km, 4,5 Std.[5]

### Gipfelbesteigungen
- Vordere Geiselspitze (Gesselkopf), Bergtour, Nationalpark Hohe Tauern, 17 km, 8 Std.
- Böseck (2854 m), Gehzeit: 45 min
- Feldseescharte (2712 m) Gehzeit: 4,5 Std.
- Feldseekopf (2864 m) Gehzeit: 4 Std.[6]

### Skitouren
- Romatenspitze (2696 m) Skitour, Nationalpark Hohe Tauern, 11,5 km, 3 Std.
- Skitour zur Feldseescharte, Skitour, Nationalpark Hohe Tauern, 8,6 km, 5 Std.
- Geiselspitze, Skitour, Nationalpark Hohe Tauern, 14 km, 4 Std.[7]

## Karten und Literatur
- Walter Mair: Wanderführer Glockner-Region., Bergverlag Rother, München 2008, ISBN 978-3-7633-4317-1
- Kompass Karten 40 Gasteinertal, Goldberggruppe, Nationalpark Hohe Tauern: 5in1 Wanderkarte 1:50.000 mit Panorama, Aktiv Guide und Detailkarten Skitouren. Landkarte – Gefaltete Karte ISBN 978-3-99121-255-3
- KOMPASS Wanderkarte 50 Nationalpark Hohe Tauern, Großvenediger, Großglockner, Ankogel: 3 Wanderkarten 1:50.000 im Set inklusive Karte zur offline Skitouren. Landkarte – Gefaltete Karte ISBN 978-3-99044-266-1